# Intra
Intra est une frazione de Verbania dans la province du Verbano-Cusio-Ossola en Italie.

## Géographie
Elle est située dans la plaine alluviale des ruisseaux San Bernardino et San Giovanni à deux kilomètres de Pallanza .

## Histoire
Probablement habitée par les Lépontiens puis par les Romains, elle appartenait au haut Moyen Âge aux comtes de Biandrate qui la cèdent en 1220 à l'évêque de Novare à qui l'on doit peut-être quelques ouvrages de fortification, aujourd'hui disparus, sur la côte. Entrée en possession des Visconti, Intra obtient ses propres statuts en 1393. La signoria des Borromeo prend alors le relais et maintient son influence sous les gouvernements successifs d'Espagne et de Savoie. 
Le développement industriel s'appuie sur une tradition séculaire d'artisanat actif. Ainsi au XIXe, y sont fabriqués du verre, de la faïence, des chapeaux, de l'amidon et des cotonnades. Vers la fin du XIXe siècle une dérivation hydraulique permet d'apporter l'électricité aux établissements.
Commune autonome jusqu'en 1939, en 1927 s'y ajoutent les communes d' Arizzano Inferiore, Trobaso et Zoverallo (it), ainsi qu'Unchio en 1929. Enfin, par le décret royal no 702 du 4 avril 1939 les deux municipalités d'Intra et de Pallanza sont réunies sous le nom de Verbania.
Intra est de nos jours une ville importante sur le lac Majeur. Elle est également importante pour le transport grâce au quai de transport de passagers et de voitures de Laveno et en tant que plaque tournante pour les bus locaux et municipaux. Grâce à sa position privilégiée, le secteur touristique y est très développé.

## Personnalités liées à la commune
- René Spaeth (René d'Alsace)  (1890-1972), poète et journaliste régionaliste, fondateur de l'Académie d'Alsace